# Kanton Guer
Guer is een kanton van het Franse departement Morbihan. Het kanton maakt deel uit van het arrondissement Vannes.

## Gemeenten
Het kanton Guer omvatte tot 2014 de volgende gemeenten:
- Augan
- Beignon
- Guer (hoofdplaats)
- Monteneuf
- Porcaro
- Réminiac
- Saint-Malo-de-Beignon

Bij de herindeling van de kantons door het decreet van 21 februari 2014, met uitwerking op 22 maart 2015, werden daar 19 gemeenten aan toegevoegd.
Op 1 januari 2017 werden de gemeenten La Chapelle-Gaceline en Glénac toegevoegd aan de gemeente La Gacilly, die daardoor het statuut van 'commune nouvelle' kreeg.

Anderzijds werd de gemeente Quelneuc toegevoegd aan de gemeente Carentoir die daardoor ook het statuut van 'commune nouvelle ' kreeg.
Sindsdien omvat het kanton volgende 23 gemeenten:
- Allaire
- Augan
- Béganne
- Beignon
- Carentoir
- Cournon
- Les Fougerêts
- La Gacilly
- Guer ( hoofdplaats)
- Monteneuf
- Peillac
- Porcaro
- Réminiac
- Rieux
- Saint-Gorgon
- Saint-Jacut-les-Pins
- Saint-Jean-la-Poterie
- Saint-Malo-de-Beignon
- Saint-Martin-sur-Oust
- Saint-Perreux
- Saint-Vincent-sur-Oust
- Théhillac
- Tréal